# Pergamino
Pergamino ist eine Stadt in der Provinz Buenos Aires. Sie hat gut 85.000 Einwohner (INDEC von 2001). Pergamino ist Verwaltungssitz des gleichnamigen Partidos.

## Geschichte
Die fruchtbare und wasserreiche Gegend der heutigen Stadt war Heimat für die Charrúa und Mapuche, als sie gegen 1620 den spanischen Eroberern auffiel, die dort 1626 an der Handelsroute von Buenos Aires nach Córdoba eine Posada errichteten. Der heutige Name der Stadt bedeutet in der Sprache der Mapuche "Rote Erde". 1700 und 1749 wurden in Pergamino die ersten Handelshäuser eröffnet, wiederholte Angriffe der vertriebenen Ureinwohner führten zur Errichtung eines Forts. Die Angriffe ließen jedoch nicht nach und am 8. August 1751 wurde die Siedlung zerstört.
Die Ansiedlung dort war aber weiterhin im Interesse der Regierung in Buenos Aires und 1769 ordnete der Befehlshaber Juan González den Wiederaufbau an. 1779 wurde Pergamino zur Kirchengemeinde und 1784 wurde das Gebiet zum Partido erklärt. Das Fort spielte eine wichtige Rolle im Unabhängigkeitskampf Argentiniens und war 1815 Ort einer Meuterei gegen Carlos María de Alvear, angeführt von Ignacio Álvarez Thomas. 1862 wurde die erste Lehranstalt für Landwirtschaft in Argentinien eröffnet, wodurch auch der wirtschaftliche Aufschwung in und um Pergamino gefördert wurde, indem dort intensiv Mais angebaut wurde. Die Stadt begann zu wachsen und hatte 1873 vier Schulen. Das Wachstum der Stadt wurde noch mal beschleunigt, als 1882 die Bahnstrecke nach Rosario eröffnet wurde. Am 23. Oktober 1895 erhielt Pergamino offiziell Stadtrechte. Zu dem Zeitpunkt hatte der Ort mehr als 10.000 Einwohner und mehr als 90 Firmen.
1912 wurde ein landwirtschaftliches Versuchslabor eröffnet, um den Maisanbau weiterzuentwickeln. Zwischen 1895 und 1914 verdreifachte sich die Bevölkerung, die hauptsächlich aus europäischen Immigranten und deren Nachkommen bestand, fast. Es bildeten sich Einwanderer-Kommunen unter den Basken, den Piemontesern, Provencalen und Libanesen. 1913 wurde das Hotel Roma eröffnet, eines der bekanntesten Beispiele der Jugendstil-Architektur in der Gegend.
1930 wurden die Hauptkirche und das Rathaus fertiggestellt, 1936 das Museum der Schönen Künste eröffnet. 1947 war die Bevölkerung auf fast 50.000 angewachsen und die ersten Fabriken boten den Bürgern Arbeit, gleichzeitig ging die landwirtschaftliche Tätigkeit zurück, die erst ab 1956 mit Eröffnung des Instituto Nacional de Tecnología Agropecuaria wieder zu florieren begann. Zwischen den späten 1940ern und 1970 siedelten sich mehrere Textilfabriken an, hauptsächlich zur Jeans-Herstellung. 1980 hatte Pergamino 70.000 Einwohner, 1985 eröffnete dort der erste argentinische Kabelfernsehsender.
Mehrere große Überschwemmungen (1975, 1984 und 1995) erzwangen größere Investitionen in die Infrastruktur. 1993 wurde die Universität Pergamino eröffnet, heute eine Zweigstelle der Universidad Nacional del Noroeste de la Provincia de Buenos Aires.
Die Wirtschaftskrise um die Jahrtausendwende in Argentinien ging auch an Pergamino nicht spurlos vorbei und zahlreiche Industriebetriebe und Einzelhandelsunternehmen mussten schließen.

## Die Stadt heute
Die lokale Wirtschaft begann sich ab 2003 zu erholen und die Zahl der Arbeitsplätze in der Industrie nahm um 2500 zu. Der Anbau von Mais ist immer noch wichtig für die Region, daneben werden Soja, Geflügel und Milchprodukte hergestellt. Ein weiterer wichtiger Zweig ist die Produktion von Saatgut.

## Söhne und Töchter der Stadt
- Lorenzo Raimundo Parodi (1895–1966), Agraringenieur und Botaniker
- Arturo Umberto Illia (1900–1983), ehemaliger argentinischer Präsident
- Atahualpa Yupanqui (1908–1992), Sänger
- José Basso (1919–1993), Tangopianist, Komponist und Bandleader
- Jesús Ricardo Iglesias (1922–2005), Automobilrennfahrer
- Héctor Rial (1928–1991), Fußballspieler
- Zulema Robles (* 1940), Tangosängerin
- Raúl Labbate (* 1952), Radrennfahrer
- José Luis Espert (* 1961), Ökonom und Politiker
- Florencia Labat (* 1971), Tennisspielerin
- Paola Suárez (* 1976), Tennisspielerin
- Augusto Fernández (* 1986), Fußballspieler
- Flavio Ciampichetti (* 1988), Fußballspieler